# Software di sistema della PlayStation 5
Il software di sistema di PlayStation 5 costituisce il firmware e il sistema operativo di PlayStation 5.
Il sistema operativo è basato sul sistema Unix-like FreeBSD. Il processo di aggiornamento è identico a quello di PlayStation 3 e PlayStation 4: il software può essere aggiornato direttamente da PlayStation 5, oppure scaricato dal sito ufficiale su un computer e poi caricato su una penna USB e trasferito su PS5, altrimenti è possibile installarlo tramite l'aggiornamento contenuto in un gioco.
La PlayStation 5 usa UX (User Experience) come interfaccia grafica.
L'attuale versione del software di sistema è la 25.04-11.40.00 pubblicata il 4 giugno 2025.

## Aggiornamento software

### Dettagli degli aggiornamenti
| Versione, Data di rilascio Note  | Descrizione |
| -------------------------------- | --- |
| 25.04-11.40.00 4 giugno 2025     | Sistema - Abbiamo migliorato i messaggi e l'usabilità di alcune schermate. |
| 25.03-11.20.00 24 aprile 2025    | Sistema - Abbiamo aggiunto Focus audio, una funzione che supporta un'accessibilità più ampia e consente ai giocatori di ascoltare i suoni di gioco e la chat vocale in modo più chiaro. - Quando la funzione Focus audio è attiva, vengono amplificate frequenze specifiche di suoni più tenuti, rendendo più chiari i rumori di motori delle auto, passi, voci dei personaggi di gioco e la chat vocale. Sono disponibili più preimpostazioni per migliorare gamme di frequenza specifiche. - Per usare la funzione Focus audio, vai a Impostazioni > Audio > Volume > Focus audio e attiva l'opzione Usa focus audio. - Questa funzione è disponibile soltanto quando si utilizzano cuffie. - Adesso puoi scegliere un design ispirato alla tua generazione di console PlayStation preferita e applicarlo alla schermata principale e ad altre aree. - Per applicare un design, vai alla schermata iniziale e seleziona Impostazioni > Sistema > Aspetto > Aspetto e audio. - Abbiamo migliorato le prestazioni e la stabilità del software di sistema. |
| 25.02-11.00.00 25 marzo 2025     | Sistema - Abbiamo semplificato la visualizzazione dei dettagli delle attività. - I dettagli dell'attività sono ora completamente visualizzati sulle schede. - I potenziali spoiler saranno comunque nascosti. - Le emoji unicode 16.0 sono ora supportate. Puoi utilizzarle nei tuoi messaggi. - Quando imposti il livello di limitazione del filtro contenuti su Dai 16 ai 19 anni o oltre, l'opzione Comunicazione e contenuti generati dagli utenti verrà ora impostata su Limita per impostazione predefinita. Se in precedenza hai impostato il livello su Dai 16 ai 19 anni o oltre, le impostazioni precedenti non verranno modificate e saranno visualizzate come Personalizza. - Abbiamo migliorato le prestazioni e la stabilità del software di sistema. - Abbiamo migliorato i messaggi e l'usabilità di alcune schermate. |
| 25.01-10.60.00 23 gennaio 2025   | Sistema - Abbiamo migliorato le prestazioni e la stabilità del software di sistema. - Abbiamo migliorato i messaggi e l'usabilità di alcune schermate. |
| 24.08-10.40.00 3 dicembre 2024   | Sistema - Abbiamo migliorato il processo di trasferimento dei dati da un'altra PS5 e la stabilità durante il trasferimento di grandi quantità di dati, come le catture. - Abbiamo migliorato i messaggi e l'usabilità di alcune schermate. |
| 24.07-10.20.00 23 ottobre 2024   | Sistema - Le attività ora vengono visualizzate come In corso, Non avviate o Completate, a seconda che l'attività sia stata avviata o completata. - I potenziali spoiler saranno comunque nascosti. - Abbiamo migliorato le prestazioni e la stabilità del software di sistema. - Abbiamo migliorato i messaggi e l'usabilità di alcune schermate. |
| 24.06-10.01.00 20 settembre 2024 | Sistema - Abbiamo migliorato le prestazioni e la stabilità del software di sistema. |
| 24.06-10.00.00 12 settembre 2024 | - L'hub di benvenuto è ora disponibile nella schermata principale. Per gli utenti del Nord America, questo miglioramento sostituisce l'hub Esplora. - Puoi personalizzare l'hub di benvenuto con widget e sfondi. - I widget visualizzano informazioni quali memoria di archiviazione, livello della batteria, amici online e altro ancora. - I widget possono essere aggiunti, rimossi, ridimensionati e spostati uno alla volta. Puoi anche scegliere tra i layout dei widget preimpostati in base alle tue preferenze. - Un numero limitato di utenti riceverà l'hub di benvenuto con questo aggiornamento. Gli utenti di tutto il mondo riceveranno questo miglioramento entro 1-2 mesi. - Ora puoi creare un profilo audio 3D personalizzato per gli auricolari, ottimizzato per le orecchie di ciascun utente, per un'esperienza audio 3D più coinvolgente che mai. - Ciascun profilo audio 3D è ottimizzato appositamente per ciascun utente e viene creato effettuando misurazioni dettagliate del modo in cui l'utente ascolta l'audio 3D attraverso gli auricolari. - Per creare un audio 3D personalizzato per gli auricolari, vai a Impostazioni > Audio > Audio 3D (auricolari). - Puoi comunque scegliere tra le preimpostazioni audio 3D come in precedenza. - La ricarica adattiva per il controller è ora disponibile quando PS5 (gruppo modello CFI-2000) è in modalità di riposo. - La ricarica adattiva consente di regolare la durata dell'alimentazione durante la modalità di riposo in base alla batteria residua del controller, risparmiando energia. - Per utilizzare la ricarica adattiva, vai a Impostazioni > Sistema > Risparmio energetico > Funzioni disponibili in modalità di riposo, quindi seleziona Alimentazione alle porte USB > Adattiva. - La ricarica adattiva è supportata dal gruppo modello CFI-2000 di PS5, utilizzando la porta USB Type-C. La ricarica adattiva funziona con il controller wireless DualSense, il controller wireless DualSense Edge, i controller PS VR2 Sense e il controller Access. - Quando PS5 entra in modalità di riposo, se non è collegato alcun controller, l'alimentazione della porta USB si interrompe dopo un determinato periodo di tempo. - Ora puoi condividere il link di un party a cui partecipi. Condividi il link con i giocatori che utilizzano altri servizi per invitarli a quel party. - Questa funzione verrà distribuita gradualmente dopo il rilascio di questo aggiornamento del software di sistema. - Ora puoi impostare quali utenti possono connettersi a PS5 utilizzando la Riproduzione remota. - Vai a Impostazioni > Sistema > Riproduzione remota > Abilita Riproduzione remota e seleziona gli utenti che possono accedere alla console tramite Riproduzione remota. - La funzione di ripristino delle licenze è stata migliorata e ora puoi ripristinare una licenza alla volta. - Vai a Impostazioni > Utenti e account > Altro > Ripristina licenze per selezionare la licenza che desideri ripristinare. - Per ripristinare una licenza dalla schermata principale o dalla Raccolta giochi, vai al titolo, premi il tasto OPTIONS, quindi seleziona Ripristina licenza dal menu. - Abbiamo aggiunto un consiglio relativo allo spazio di archiviazione che a volte viene visualizzato in Impostazioni > Memoria di archiviazione. - Abbiamo semplificato l'accesso alle attività più popolari dagli hub dei giochi. - Gli hub di gioco ora mostrano solo le attività in corso. - Per eseguire un'attività specifica, avvia prima il gioco e trovala usando i menu di gioco. - L'opzione Invita a un nuovo gioco, disponibile da più posizioni, non è più disponibile quando si inviano gli inviti di gioco. - Per invitare gli amici a una sessione di gioco, avvia prima il gioco, quindi invia l'invito alla sessione. - Abbiamo aggiornato il software del dispositivo dei controller wireless DualSense e DualSense Edge, dei controller PlayStation VR2 Sense e del controller Access per migliorare la stabilità. - Abbiamo migliorato le prestazioni e la stabilità del software di sistema. - Abbiamo migliorato i messaggi e l'usabilità di alcune schermate. |
| 24.05-09.60.00 23 luglio 2024    | Sistema - Ora puoi invitare altri giocatori alle sessioni di gioco condividendo l'URL della sessione. - Per invitare altri giocatori, apri la scheda azione della sessione di gioco e seleziona Condividi link. Quindi, scansiona il codice QR con il tuo dispositivo mobile per condividere il link. - Questa funzione è disponibile solo per le sessioni aperte a cui tutti possono partecipare. - Questa funzione verrà distribuita gradualmente a tutti i giocatori entro il 24 luglio. - Il Comando vocale ora supporta la possibilità di aprire le schede azione della Guida di gioco dicendo "Mostra Guida di gioco". - Al momento, il comando vocale (Anteprima) è disponibile solo in lingua inglese per i giocatori con account per PlayStation Network nel Regno Unito e negli Stati Uniti. - Abbiamo migliorato le prestazioni e la stabilità del software di sistema. - Abbiamo aggiornato il software di alcuni controller wireless DualSense per migliorare la stabilità. - Abbiamo migliorato i messaggi e l'usabilità di alcune schermate. |
| 24.04-09.40.00 13 giugno 2024    | Sistema - Gli account per bambini ora possono collegare e aggiungere servizi e app di terze parti al proprio account per PlayStation Network per usufruire di vantaggi e funzionalità che migliorano la loro esperienza di gioco. - I giocatori più giovani che utilizzano account per bambini su PS5 possono collegare gli account per utilizzare funzionalità come la chat vocale di Discord, la riproduzione della musica in streaming tramite Apple Music e Spotify e la trasmissione e la condivisione dell'azione di gioco tramite YouTube e Twitch. - Sono disponibili nuovi filtri contenuti per genitori e tutori. Questi controlli notificano e consentono di gestire i collegamenti dell'account del bambino con servizi e app di terze parti. La disponibilità può variare in base all'età, alle impostazioni del filtro contenuti e al paese/regione. - Ora puoi avviare o partecipare a una chat vocale su Discord direttamente dalla tua PS5. Apri Game Base nel centro di controllo e seleziona la scheda Discord per accedere ai server e alle chiamate dirette. - Abbiamo aggiornato il software del dispositivo per le cuffie wireless con microfono PULSE Elite, gli auricolari wireless PULSE Explore e l'adattatore USB PlayStation Link. - La stabilità della connessione di PlayStation Link è stata migliorata. - Abbiamo risolto un problema con le cuffie wireless con microfono PULSE Elite che causava lo spegnimento dell'alimentazione quando il cavo audio era collegato all'ingresso audio. - Sulle cuffie wireless con microfono PULSE Elite, la spia stato che si accende dopo aver stabilito la connessione con PlayStation Link è meno luminosa. - Abbiamo migliorato le prestazioni e la stabilità del software di sistema. - Abbiamo migliorato i messaggi e l'usabilità di alcune schermate. |
| 24.03-09.20.00 24 aprile 2024    | Sistema - L'Assistenza per i giochi è stata ampliata con l'aggiunta di funzioni della Guida di gioco della community. - In Assistenza per i giochi, nei giochi supportati vedrai suggerimenti con la dicitura Guida di gioco della community , che indica che il suggerimento è stato generato dai video di gioco di altri giocatori. - Puoi partecipare alla Guida di gioco della community consentendo di acquisire automaticamente il tuo video di gioco e aggiungerlo alla funzione dopo la revisione. Per partecipare, vai a Impostazioni > Catture e trasmissioni > Catture > Catture automatiche > Guida di gioco della community, quindi seleziona Partecipa. Puoi annullare la registrazione in qualsiasi momento. - In Riproduzione remota, se viene visualizzato il messaggio persistente "Riproduzione remota connessa" durante la Riproduzione remota, ora puoi nasconderlo sulla schermata di gioco. Vai a Impostazioni > Sistema > Riproduzione remota e attiva Nascondi lo stato della connessione di Riproduzione remota. - Abbiamo migliorato le prestazioni e la stabilità del software di sistema. - Abbiamo migliorato i messaggi e l'usabilità di alcune schermate. |
| 24.02-09.00.00 13 marzo 2024     | Sistema - Abbiamo aggiornato il software del dispositivo dei controller wireless DualSense e DualSense Edge per migliorarne le funzionalità audio. - Gli altoparlanti del controller ora possono produrre un volume più alto, consentendoti di sentire più chiaramente i suoni di gioco e l'audio della chat vocale. - La qualità dell'ingresso del microfono su questi controller è stata migliorata con un nuovo modello di apprendimento automatico basato sull'intelligenza artificiale. I rumori di sottofondo della pressione dei tasti e l'audio di gioco vengono soppressi, migliorando l'esperienza di chat vocale. - Ora puoi regolare la luminosità della spia di accensione della PS5. - Vai a Impostazioni > Sistema > Segnale acustico e luce, quindi seleziona Luminosità. - Abbiamo aggiunto nuove funzionalità ai Party e Condividi schermo. - I giocatori che visualizzano lo schermo condiviso possono utilizzare i puntatori e le reazioni emoji per interagire con il gameplay dell'host. - Gli spettatori possono utilizzare un puntatore o indicare una posizione specifica sulla schermata di gioco tramite ping. - Gli spettatori possono anche inviare reazioni emoji. - Questa funzione è disponibile quando l'host attiva le Interazioni dei visualizzatori nelle impostazioni di Condividi schermo. - Le emoji Unicode 15.1 sono supportate. Ora puoi usarle nei messaggi. - Abbiamo aggiornato il software del dispositivo dei controller wireless DualSense e DualSense Edge, del visore PlayStation VR2, dei controller PlayStation VR2 Sense e del controller Access per migliorare la stabilità. - Abbiamo migliorato le prestazioni e la stabilità del software di sistema. - Abbiamo migliorato i messaggi e l'usabilità di alcune schermate. |
| 24.01-08.60.00 24 gennaio 2024   | Sistema - Abbiamo aggiunto nuove funzionalità nei party. - Nella scheda Party, ora puoi visualizzare l'elenco dei party a cui hai partecipato in passato. Puoi riavviare facilmente un party selezionandolo dall'elenco Recenti. - Abbiamo aggiornato il software del dispositivo per le cuffie wireless con microfono PULSE Elite e gli auricolari wireless PULSE Explore (in arrivo). - Ora puoi utilizzare la funzione di equalizzazione audio. - Ora puoi utilizzare la funzione effetto locale, che ti consente di ascoltare più facilmente la tua voce nelle chat vocali. - Con un paio di cuffie wireless con microfono PULSE Elite o auricolari wireless PULSE Explore (in arrivo) nelle vicinanze, viene visualizzata una notifica che ti consente di connetterti rapidamente. Ora puoi cambiare facilmente la connessione dal PC alla PS5 tramite questa notifica. - Abbiamo migliorato le prestazioni e la stabilità del software di sistema. - Abbiamo migliorato i messaggi e l'usabilità di alcune schermate. |
| 23.02-08.40.00 6 dicembre 2023   | Sistema - Abbiamo apportato alcune correzioni relative alla sicurezza del software di sistema. - Abbiamo migliorato le prestazioni e la stabilità del software di sistema. - Abbiamo migliorato i messaggi e l'usabilità di alcune schermate. |
| 23.02-08.20.02 8 novembre 2023   | Sistema - Questo aggiornamento del software di sistema migliora le prestazioni del sistema. |
| 23.02-08.20.00 26 ottobre 2023   | Sistema - La musica nel centro di controllo ora è molto più facile da usare. Con il suo layout a due colonne, puoi sfogliare varie categorie, playlist e brani. - Puoi evitare di trasmettere involontariamente ciò che ti circonda mentre trasmetti giochi con la tua PlayStation VR2. - Vai a Impostazioni > Accessori > PlayStation VR2 e attiva il blocco della vista trasparente sulla TV per impedire che l'immagine trasparente della telecamera venga visualizzata sulla TV quando usi la PS VR2. - Dicendo "Cosa c'è di nuovo?" tramite il comando vocale su qualsiasi schermata, ora puoi verificare le nuove funzionalità di PS5. - Al momento, il comando vocale (Anteprima) è disponibile solo in lingua inglese per i giocatori con account per PlayStation Network nel Regno Unito e negli Stati Uniti. - Abbiamo migliorato i messaggi e l'usabilità di alcune schermate. |
| 23.02-08.00.00 13 settembre 2023 | Sistema - Dolby Atmos® è ora supportato e puoi goderti l'audio 3D su dispositivi HDMI che supportano Dolby Atmos. - Goditi un'esperienza audio coinvolgente con il tuo dispositivo HDMI supportato mentre giochi ai titoli PS5 che supportano la tecnologia audio Tempest 3D. - Le app multimediali che supportano Dolby Atmos adesso possono offrire l'esperienza dell'audio spaziale con il tuo dispositivo HDMI supportato. - Per attivare Dolby Atmos, vai a Impostazioni > Audio > Uscita audio > Formato audio (priorità) e seleziona Dolby Atmos. - Ora puoi utilizzare una SSD M.2 con una capacità massima di 8 TB per espandere la memoria di archiviazione sulla tua PS5. - Il lettore schermo ora supporta turco, svedese e portoghese (Portogallo). - Il controller Access è ora supportato. - Ora puoi utilizzare un controller ausiliario. - Adesso puoi assegnare un secondo controller a un utente che ha effettuato l'accesso alla tua PS5 come controller ausiliario. Questo ti permette di utilizzare il controller principale insieme al controller ausiliario per controllare la tua PS5 come se stessi utilizzando un solo controller. - Per utilizzare un controller ausiliario, vai a Impostazioni> Accessibilità> Controller > Usa secondo controller come ausiliario e attiva l'opzione Usa controller ausiliario. - Puoi utilizzare un controller ausiliario quando usi un controller wireless DualSense Edge o DualSense, oppure un controller di terze parti supportato da PS5 come controller principale. Altre funzioni aggiornate Game Base - Ora puoi vedere facilmente quali amici partecipano a un'attività a cui puoi partecipare anche tu nella scheda Amici. - L'icona che indica che è possibile partecipare viene visualizzata accanto agli amici che stanno giocando a un contenuto a cui puoi partecipare. - Puoi partecipare direttamente al gioco di un amico premendo il tasto opzioni e selezionando Entra nel gioco o selezionando Partecipa sulla sua scheda profilo. Party - Quando un utente condivide il proprio schermo in un party, ora vedrai un'anteprima della sua schermata di condivisione. Puoi trovare questa opzione nella scheda Party. - Ora puoi avviare un party privato senza creare un gruppo. - Ora puoi invitare in un gruppo privato giocatori che non sono membri del gruppo. - Ora puoi inviare inviti per i party a gruppi, oltre che a singoli giocatori. - Ora puoi reagire ai messaggi con emoji. - Ora è più semplice accedere ai contenuti multimediali condivisi nei tuoi gruppi. Seleziona Contenuti multimediali condivisi dal menu delle opzioni nella scheda dei messaggi. - L'usabilità delle schede nel centro di controllo è stata migliorata. - Le schede attività sono state migliorate. Quando sono in corso più attività, quella più recente viene visualizzata come scheda autonoma nel centro di controllo. Anche le schede delle attività consolidate continueranno a essere visualizzate. - Le schede di assistenza per i giochi sono state migliorate. - Oltre alle attività in corso, ora puoi visualizzare le attività disponibili, precedentemente disponibili, in arrivo e completate. - Quando viene selezionata una scheda, i dettagli vengono ora visualizzati sul lato destro della scheda, semplificando la visualizzazione degli obiettivi e dei relativi suggerimenti. - L'esperienza di navigazione della console è stata migliorata. - Quando sposti il cursore mentre navighi sulla console, l'effetto sonoro che senti quando raggiungi il punto in cui non puoi muoverti oltre è ora più pronunciato ed evidente. - Ora puoi ottenere feedback aptico tramite le vibrazioni del controller mentre navighi sulla tua PS5. Vai a Impostazioni > Accessibilità > Controller, quindi attiva l'opzione Feedback aptico durante la navigazione sulla console. - Nell'hub del gioco ora puoi vedere a quanti tornei hai partecipato e il piazzamento più alto che hai raggiunto. - Nella schermata del profilo del giocatore, ora vedrai i giochi Più giocati. - Nella libreria dei giochi, ora puoi cercare giochi solo all'interno della tua raccolta di giochi. - Sfoglia suggerimenti utili per ottenere il massimo dalla tua PS5 e scopri le nuove funzionalità nella nuova sezione Suggerimenti da scoprire. - Vai a Impostazioni > Guida e suggerimenti, Salute e sicurezza e altre informazioni > Guida e suggerimenti, quindi seleziona 'Suggerimenti da scoprire per visualizzare tutti i consigli. - Il cangjie semplificato è stato aggiunto ai metodi di immissione del testo per il cinese (tradizionale). - Per utilizzare il metodo di immissione cangjie semplificato sulla tastiera a schermo, vai a Impostazioni > Sistema > Lingua > Lingua di immissione dati > Cinese (tradizionale), quindi attiva l'opzione 速成. - Per utilizzarle la funzione su una tastiera esterna, vai a Impostazioni > Accessori > Altri accessori e seleziona Cinese (tradizionale) per Tipo, e 速成 per 輸入法. - Ora puoi disattivare o regolare il volume del segnale acustico di accensione, spegnimento o attivazione della modalità di riposo di PS5. Vai a Impostazioni > Sistema > Segnale acustico. - Per regolare il volume del segnale acustico, seleziona Volume. - Per disattivare il segnale acustico, attiva l'opzione Disattiva segnale acustico. - La schermata delle informazioni sull'uscita video visualizzata in Impostazioni > Schermo e video > Uscita video è stata rinnovata per essere più semplice da consultare. - Per visualizzare la risoluzione , il formato colore e la versione HDCP correnti, seleziona Segnale di uscita video corrente. - Per visualizzare lo stato del supporto di HDR (High Dynamic Range) e VRR (frequenza di aggiornamento variabile) per ciascuna delle frequenze disponibili per il tuo dispositivo HDMI, seleziona Informazioni per il dispositivo HDMI collegato. - Il comando vocale è stato migliorato. - Il contenuto della guida del comando vocale è stato migliorato. - Ora puoi navigare tra le pagine dei contenuti della guida utilizzando il comando vocale. - Il contenuto della guida verrà nascosto dopo un po' di tempo. - Dicendo "Cosa c'è di nuovo?" tramite il comando vocale su qualsiasi schermata, ora puoi verificare le nuove funzionalità di PS5 e le ultime informazioni su PlayStation Plus. - Al momento, il comando vocale (Anteprima) è disponibile solo in lingua inglese per i giocatori con account per PlayStation Network nel Regno Unito e negli Stati Uniti. - La schermata di accesso con codice QR di PS5 è stata rinnovata. I codici QR ora sono molto più grandi. - Abbiamo aggiornato il software del dispositivo del controller wireless DualSense, del controller wireless DualSense Edge, di PlayStation VR2 e dei controller PlayStation VR2 Sense per migliorare la stabilità. - Abbiamo migliorato i messaggi e l'usabilità di alcune schermate. |
| 23.01-07.61.00 10 agosto 2023    | Sistema - Questo aggiornamento del software di sistema migliora le prestazioni del sistema. |
| 23.01-07.60.00 20 luglio 2023    | Sistema - Questo aggiornamento del software di sistema migliora le prestazioni del sistema. |
| 23.01-07.40.00 7 giugno 2023     | Sistema - Abbiamo migliorato le prestazioni e la stabilità del software di sistema. - Abbiamo migliorato i messaggi e l'usabilità di alcune schermate |
| 23.01-07.20.00 19 aprile 2023    | Sistema - Abbiamo migliorato le prestazioni e la stabilità del software di sistema. - Abbiamo migliorato i messaggi e la praticità di alcune schermate. - Abbiamo aggiornato il software del dispositivo controller wireless DualSense Edge per migliorare la stabilità. |
| 23.01-07.01.01 29 marzo 2023     | Sistema - È stato risolto un problema della Raccolta giochi a causa del quale i contenuti non erano visualizzati correttamente in determinate condizioni. |
| 23.01-07.01.00 14 marzo 2023     | Sistema - Abbiamo risolto un problema che causava la disconnessione della chat vocale di Discord. |
| 23.01-07.00.00 8 marzo 2023      | Sistema - L'uscita video a 1440p è stata estesa su PS5. La frequenza di aggiornamento variabile (Variable Refresh Rate, VRR) è ora supportata per la risoluzione 1440p. Sono ora supportati più modalità e dispositivi HDMI. Per verificare se il dispositivo HDMI supporta questa funzionalità, vai a Impostazioni > Schermo e video > Uscita video > Test output 1440p. - Ora puoi trasferire i dati tra console PS5. Trasferisci facilmente tutti i dati della tua PS5 a un'altra PS5. Questa procedura non rimuove o modifica i dati sulla PS5 originale. - Ora puoi unirti alle chat vocali Discord dalla tua PS5. Collega il tuo account Discord al tuo account per PlayStation Network. Usa l'app Discord sul tuo dispositivo mobile o computer per unirti a una chat vocale Discord sulla PS5. Puoi anche consentire ai tuoi amici su Discord di vedere se sei online e a quale gioco stai giocando. - Comando vocale ora supporta l'uso della voce per salvare clip video di gioco. Ti basterà pronunciare: "Hey PlayStation, capture that!" per salvare una clip video della tua recente esperienza di gioco. La durata predefinita dell'esperienza di gioco salvata si basa sulle tue impostazioni. Puoi anche salvare una durata specifica della tua esperienza di gioco, da 15 secondi a 60 minuti. Ad esempio, per salvare 5 minuti, pronuncia: "Hey PlayStation, capture the last 5 minutes". Pronuncia: "Hey PlayStation, start recording" per avviare manualmente una nuova registrazione dell'esperienza di gioco. Dopodiché, per interrompere la registrazione e salvare la clip video, ti basterà dire: "Hey PlayStation, stop recording". Al momento, il comando vocale (Anteprima) è disponibile solo in lingua inglese per i giocatori con account per PlayStation Network nel Regno Unito e negli Stati Uniti. Altre funzioni aggiornate - Alla funzione lettore schermo sono stati apportati i seguenti miglioramenti: Il lettore schermo offre ora istruzioni più dettagliate durante la navigazione all'interno della console. Ti indicherà in quale direzione ti puoi muovere dal componente al momento selezionato e la tua posizione attuale in un componente con più elementi. Se usi il lettore schermo in un browser Web, ora i contorni della sezione che viene letta ad alta voce saranno evidenziati. Il lettore schermo è stato aggiornato per pronunciare correttamente alcuni termini chiave. - Agli hub di gioco sono state aggiunte le seguenti funzioni: Per ogni gioco sarà presente nell'hub di gioco un timer che tiene traccia del tempo di gioco totale. Lo stato di avanzamento del gioco sarà visualizzato anche per i giochi con un numero minimo di attività della storia. - È stato aggiunto il riquadro Amici che giocano. Potrai vedere chi dei tuoi amici possiede il gioco e chi si trova al momento online. Selezionando il riquadro, puoi vedere che cosa stanno facendo i tuoi amici e accedere ai loro profili, dove avrai a disposizione più opzioni di interazione. - Il riquadro dei trofei è stato spostato e aggiornato per semplificare l'accesso e la visualizzazione dello stato di avanzamento dei trofei. - Le schede delle competizioni multigiocatore possono essere visualizzate in modalità schermo intero. Selezionando Avvia attività, potrai accedere direttamente all'incontro. Il formato e la collocazione in evidenza della scheda ne semplificano l'impiego nelle sessioni multigiocatore. - Alla funzione cross play sono stati apportati i seguenti miglioramenti: Nelle schede delle sessioni dei giochi cross play ora puoi vedere i membri che stanno giocando su altre piattaforme. - Alla Game Base sono state aggiunte le seguenti funzioni: Ora puoi inviare una richiesta Condividi schermo o iniziare a condividere lo schermo con un amico, direttamente dal suo profilo. Seleziona l'icona Condividi schermo nel profilo del tuo amico. Puoi anche inviare una richiesta Condividi schermo a un amico da PlayStation App. Nella scheda della chat vocale, verrà visualizzata l'icona Possibile partecipare in corrispondenza dei membri del party che stanno giocando a un gioco a cui puoi partecipare. Puoi partecipare direttamente al gioco selezionando il giocatore, quindi selezionando Partecipa al gioco nel menu. - Gli amici attivi su PlayStation App appariranno ora come online nel tuo elenco degli amici. - Abbiamo apportato i seguenti miglioramenti nella Raccolta giochi: Puoi scegliere l'ordine predefinito dei giochi nell'elenco di giochi. - Puoi usare i filtri nella raccolta per trovare facilmente giochi compatibili con PS VR e PS VR2. - Alle preimpostazioni dei giochi sono state aggiunte le seguenti impostazioni: Puoi impostare le tue preferenze per gestire chi può entrare e chi può invitare altri giocatori alle sessioni multigiocatore che hai creato per i giochi supportati. Vai a Impostazioni > Dati salvati e impostazioni giochi/app > Preimpostazioni del gioco > Sessioni multigiocatore online, e seleziona le tue preferenze in Chi può partecipare e Chi può invitare. - È stata modificata la modalità di verifica dei dati salvati durante il download o l'installazione di un gioco. Se si tratta di un gioco PS4 e non sono presenti dati salvati nella memoria di archiviazione della console, ora riceverai una notifica se i dati PS4 salvati sono disponibili nella memoria di archiviazione nel cloud. Se si tratta di un gioco PS5 che può utilizzare dati PS4 salvati e non sono presenti dati salvati nella memoria di archiviazione della console, ora riceverai una notifica se i dati PS4 salvati sono disponibili nella memoria di archiviazione nel cloud. Per scaricare i dati salvati dalla memoria di archiviazione nel cloud, premi il tasto PS per espandere la notifica, quindi seleziona Scarica i dati PS4 salvati.. - Ora puoi selezionare quali file della galleria multimediale caricare manualmente in Catture su PlayStation App. Le politiche sul contenuto esistenti sono ancora applicabili. - Alla tastiera su schermo sono state apportate le seguenti modifiche: Quando inizi a digitare dei caratteri, vengono visualizzati dei suggerimenti nella parte superiore della tastiera su schermo. Se premi il tasto R1, anziché immettere il primo suggerimento ora lo selezionerai soltanto. Per inserire il suggerimento selezionato, premi il tasto croce. - Se vedi dei suggerimenti appresi che vorresti che la console non ti presentasse più, puoi eliminarli nel menu Opzioni. - (Solo per tastiere in giapponese) I suggerimenti che appaiono durante la digitazione sono ora visualizzati sia in caratteri a metà larghezza che a larghezza piena. - Ora è possibile visualizzare emoji Unicode 15.0. - Il tempo necessario per eseguire i controlli di integrità sui dati scaricati è stato notevolmente ridotto. Questo processo viene effettuato quando è visualizzata la dicitura [Copia in corso...] sull'elemento scaricato nel controllo Download/Caricamenti nel centro di controllo. - Il modo in cui i giochi installati vengono avviati è stato modificato. - Se sulla PS5 hai la versione digitale di un gioco che non hai acquistato tu (come un gioco acquistato da altri utenti della PS5), e ne possiedi la versione disco, ora puoi usare la versione digitale installata inserendo il disco (senza dover installare la versione disco). - Analogamente, se hai installato un gioco usando il disco e hai acquistato la versione digitale del gioco, ora puoi usare la versione disco installata del gioco senza dover inserire il disco. - Il sistema di suggerimenti è stato ampliato per visualizzare un elenco di obiettivi, se il gioco li prevede. Seleziona uno qualsiasi degli obiettivi per visualizzare un suggerimento più dettagliato in formato video o testo. - Ora puoi visualizzare e gestire le tue app autorizzate in Impostazioni. Le app autorizzate sono app e servizi di terze parti a cui hai collegato il tuo account per PlayStation Network. Quando usi un'app autorizzata, acconsenti a condividere i dati del tuo account con tale app. Per visualizzare e gestire le tue app autorizzate, vai a Impostazioni > Utenti e account > App autorizzate. - Abbiamo aggiornato il software del dispositivo del controller wireless DualSense, del controller wireless DualSense Edge e dei controller PlayStation VR2 Sense. L'aggiornamento migliorerà la stabilità dei dispositivi. - Ora puoi aggiornare il software del dispositivo controller wireless DualSense con una connessione wireless. Se hai difficoltà ad aggiornare il software del dispositivo in modalità wireless, connetti il controller alla PS5 mediante il cavo USB. Sarai in grado di eseguire l'aggiornamento in modalità wireless la volta successiva. - l controller wireless DualSense Edge e i controller PlayStation VR2 Sense supportano già gli aggiornamenti del software del dispositivo in modalità wireless. Il presente aggiornamento non è richiesto per eseguire gli aggiornamenti di questi controller in modalità wireless. - Sono stati risolti i seguenti problemi: È stato corretto un messaggio di errore che forniva informazioni fuorvianti in riferimento a limitazioni del filtro contenuti durante l'uso del browser Web. - È stato effettuato un aggiornamento per risolvere un problema che causava lo sfarfallio di alcuni monitor LCD IPS con la modalità VRR (Variable Refresh Rate) attivata. Questo aggiornamento può risolvere il problema su questi monitor. |
| 22.02-06.50.00 12 gennaio 2023   | Sistema - Ora, il controller wireless DualSense Edge è supportato. - Questo aggiornamento del software di sistema migliora le prestazioni del sistema. |
| 22.02-06.02.00 12 ottobre 2022   | Sistema - Questo aggiornamento del software di sistema migliora le prestazioni del sistema. |
| 22.02-06.00.01 5 ottobre 2022    | Sistema - Questo aggiornamento del software di sistema migliora le prestazioni del sistema. |
| 22.02-06.00.00 7 settembre 2022  | Sistema - Nella Raccolta giochi, ora puoi creare elenchi di giochi personalizzati per organizzare al meglio i tuoi titoli. Puoi creare il tuo elenco di giochi all'interno della Raccolta giochi selezionando la scheda [La tua raccolta]. Seleziona i titoli da aggiungere al tuo elenco di giochi e scegli il nome che preferisci. - In Assistenza per i giochi, abbiamo aggiornato quanto segue: L'Assistenza per i giochi ora ti informa quando è disponibile un aiuto, sia su PS5 che su dispositivi mobili tramite PlayStation App. Puoi modificare la visualizzazione delle notifiche dell'Assistenza per i giochi. Su PS5, seleziona [Impostazioni] > [Notifiche] > [Assistenza per i giochi]. Su PlayStation App, seleziona [Impostazioni] > [Notifiche push] > [Assistenza per i giochi]. - L'uscita video HDMI a 1440p è ora supportata. Prima dell'utilizzo, esegui un test per verificare se il tuo dispositivo HDMI supporta l'uscita 1440p da [Impostazioni] > [Schermo e video] > [Uscita video] > [Test uscita 1440p]. - In Game Base, abbiamo aggiornato quanto segue: Ora puoi chiedere ai membri del party di avviare la condivisione di schermo per guardare la loro partita. Vai alla scheda della chat vocale, seleziona il membro del party a cui desideri inviare la richiesta e seleziona [Richiedi condivisione di schermo]. - Ora, quando ti unisci a un party e un membro sta giocando una partita a cui puoi unirti, riceverai una notifica. Puoi unirti alla partita direttamente dalla notifica. - Quando ricevi un messaggio, ora puoi visualizzare il profilo del mittente selezionando il messaggio e premendo il tasto opzioni. - In [Richieste amico], abbiamo aggiornato quanto segue: Quando accetti una richiesta amico nell'elenco [Ricevute], ora puoi visualizzare il profilo del tuo nuovo amico in [Richieste accettate]. - Nella scheda Game Base, ora puoi inviare adesivi e messaggi vocali ai tuoi gruppi. - Di seguito sono riportate le nuove funzionalità aggiunte agli hub di gioco: Le attività in corso possono ora essere visualizzate in modo evidente nella parte superiore dell'hub di gioco, per rendere più semplice e veloce possibile il ritorno al punto in cui avevi interrotto. Se l'Assistenza per i giochi è disponibile per un'attività, verrà visualizzato il tasto [Visualizza suggerimenti]. Nella sezione [Video basati sulla tua recente esperienza di gioco], vedrai delle etichette che indicano il motivo per cui i video sono consigliati per te, come "Veloce", "Punteggio più alto" o "prestazioni". - Quando usi il browser Web, ora puoi scegliere tra due tipi di funzioni di zoom. "Esegui zoom" ti permette di aumentare le dimensioni degli elementi della pagina e di regolarne il layout in modo che la schermata si adatti senza dover scorrere a destra e a sinistra. "Ingrandisci" aumenta le dimensioni di tutto ciò che è presente nella pagina senza modificare il layout. Il valore massimo di zoom/ingrandimento è ora del 500%. - Abbiamo riorganizzato le impostazioni dell'audio 3D. Queste impostazioni sono ora disponibili in [Audio 3D per altoparlanti TV] e [Audio 3D per auricolari] in [Impostazioni] > [Audio]. Ora è possibile ascoltare e confrontare l'audio 3D e stereo sullo stesso schermo. - Il Comando vocale ora supporta la ricerca di contenuti su YouTube utilizzando la voce. Al momento, il Comando vocale (Anteprima) è disponibile solo in lingua inglese per i giocatori che dispongono di account PSN negli Stati Uniti e nel Regno Unito. In qualsiasi schermata su PS5, anche durante il gioco, puoi dire "Hey PlayStation, cerca [parola chiave] su YouTube". Si aprirà l'applicazione YouTube e verranno visualizzati i risultati di ricerca. Il modo in cui inserisci il testo utilizzando l'inserimento vocale è cambiato. In precedenza, se il lettore schermo era attivato, occorreva attendere che le istruzioni venissero lette ad alta voce prima di parlare al controller per inserire il testo utilizzando l'inserimento vocale. Ora puoi saltare le istruzioni premendo il tasto croce. - Sono stati aggiunti i seguenti miglioramenti alla funzione Lettore schermo. Quando vengono visualizzate le scorciatoie per i tasti del controller sullo schermo, Lettore schermo ora le legge ad alta voce. - In Remote Play, abbiamo aggiornato quanto segue: Usare la tastiera del PC o Mac quando utilizzi PS Remote Play non è mai stato così facile. Abbiamo rimosso la casella di inserimento del testo, in modo da poter utilizzare la tastiera per digitare direttamente su PS5 o PS4. Oltre a digitare, ora puoi utilizzare la tastiera anche per controllare i giochi che la supportano. - Le assegnazioni dei tasti personalizzate sono ora abilitate nella schermata di immissione del codice di accesso. - Abbiamo aggiornato il software del dispositivo controller wireless DualSense per migliorare la stabilità. - È stato risolto un problema che causava errori del software di sistema durante la modalità di riposo in alcune console PS5. |
| 22.01-05.50.00 7 luglio 2022     | Sistema - Se utilizzi un TV che supporta la modalità ALLM (modalità a bassa latenza automatica), puoi regolare le impostazioni ALLM in Impostazioni > Schermo e video > Uscita video > ALLM. - Se selezioni Automatica, il TV passa automaticamente alla modalità a bassa latenza durante il gioco. - Se selezioni Disattivata, l'ALLM non verrà attivata, tranne quando utilizzi l'uscita VRR (frequenza di aggiornamento variabile). - Questo aggiornamento del software di sistema migliora le prestazioni del sistema. |
| 22.01-05.10.00 12 maggio 2022    | Sistema - Questo aggiornamento del software di sistema migliora le prestazioni del sistema. |
| 22.01-05.02.00 13 aprile 2022    | Sistema - Questo aggiornamento del software di sistema migliora le prestazioni del sistema. |
| 22.01-05.00.00 23 marzo 2022     | Sistema In (Game Base), abbiamo aggiornato quanto segue: - Le chat vocali ora vengono chiamate party. - Per facilitare l'accesso, abbiamo diviso la Game Base in tre schede: [Amici], [Party] e [Messaggi]. - Dalle schede e dal menu di controllo della Game Base, è possibile effettuare le seguenti operazioni: Visualizza tutti i tuoi amici nella scheda [Amici] del menu di controllo. Avvia Share Play direttamente dalla scheda della chat vocale. Non è più necessario avviare Condividi schermo per utilizzare Share Play. Aggiungi un giocatore a un gruppo o crea un nuovo gruppo direttamente dalla scheda messaggi. Da questa scheda è inoltre possibile inviare clip video, immagini, messaggi rapidi e visualizzare i contenuti condivisi di un gruppo. - Ora, quando qualcuno in un party condivide lo schermo, viene visualizzata l'icona in onda. Puoi controllare dalla scheda [Party]. - La funzione di ricerca dei giocatori e le richieste di amicizia sono ora disponibili nella scheda [Amici]. - Abbiamo semplificato il rifiuto delle richieste di amicizia aggiungendo il pulsante [Rifiuta] all'elenco delle richieste amico. In (Accessibilità), abbiamo aggiornato quanto segue: - Abbiamo aggiornato quanto segue per il lettore schermo: Il lettore schermo supporta sei lingue aggiuntive: russo, arabo, olandese, portoghese brasiliano, polacco e coreano. Il lettore schermo è in grado di leggere ad alta voce le notifiche. - È ora possibile attivare l'audio mono per le cuffie in modo che lo stesso audio venga riprodotto sia dalla cuffia destra che da quella sinistra. Mentre le cuffie sono collegate, vai a [Impostazioni] > [Audio] > [Uscita audio] e quindi attiva [Audio mono per cuffie]. In alternativa, vai a [Impostazioni] > [Accessibilità] > [Display e audio], quindi attiva [Audio mono per cuffie]. - Puoi visualizzare un segno di spunta sulle impostazioni abilitate così puoi sapere facilmente se sono attive. Vai a [Impostazioni] > [Accessibilità] > [Display e audio], quindi attiva [Mostra segno di spunta sulle impostazioni abilitate]. In (Trofei), abbiamo aggiornato quanto segue: - La grafica delle schede dei trofei e l'elenco dei trofei sono stati aggiornati. - Puoi vedere i suggerimenti per i trofei da guadagnare sul tracciamento trofei mentre giochi. Per le funzioni disponibili nel menu Crea, abbiamo aggiornato quanto segue: - Ora puoi avviare Condividi schermo e riprodurre in streaming l'azione di gioco in un party aperto. Abbiamo aggiunto una nuova funzionalità: Comando vocale (anteprima). - Il Comando vocale (anteprima) comprende i comandi vocali impartiti per trovare e aprire giochi, app e impostazioni, nonché per controllare la riproduzione di file multimediali. - Per iniziare, vai a [Impostazioni] > [Comando vocale] e attiva [Attiva Comando vocale (anteprima)]. Quindi, pronuncia la frase "Ehi, PlayStation!" e chiedi alla tua PS5 di fare qualcosa. - Puoi utilizzare questa funzione per trovare e aprire giochi, app e impostazioni, controllare i tuoi contenuti multimediali senza toccare un solo tasto e molto altro ancora. - Al momento, il Comando vocale (anteprima) è disponibile solo in lingua inglese per i giocatori che dispongono di account PSN negli Stati Uniti e nel Regno Unito. Abbiamo aggiunto il supporto per la lingua ucraina. Altre funzioni aggiornate - Abbiamo apportato i seguenti miglioramenti nella Raccolta giochi: - Nella scheda [La tua raccolta], puoi filtrare i giochi in base al genere per trovare i titoli che desideri più rapidamente. - Abbiamo aggiunto PlayStation Plus all'estremità sinistra della schermata principale dei giochi. - Ora puoi riscattare i giochi mensili più rapidamente - Accedi più facilmente alle raccolte di giochi PS Plus dalla schermata principale. - Abbiamo aggiunto una guida ai tasti per mostrarti come ricaricare e usare lo zoom durante l'utilizzo del browser per Internet. - Se desideri segnalare qualcosa che qualcuno ha detto in un party, sono presenti indicatori visivi che consentono di identificare chi stava parlando. In questo modo la sicurezza PlayStation potrà adottare le misure appropriate in base alla tua segnalazione. - Abbiamo reso la console più sicura per gli account per bambini: - quando visualizzano un gioco acquistato o installato, non possono giocare e l'immagine di sfondo del gioco è nascosta. - Le schede attività, come quelle visualizzate nel centro di controllo o nell'hub di gioco, non verranno visualizzate per i giochi con limitazione di età. - Ora puoi mantenere i giochi o le app che scegli sulla schermata principale. - Quando un gioco o un'app è in evidenza, premi il tasto OPTIONS per aprire il menu Opzioni e seleziona [Mantieni nella schermata principale]. I giochi e le app che scegli di mantenere resteranno sulla schermata principale. - Puoi mantenere fino a 5 giochi e app su ogni schermata principale. - Puoi visualizzare altri tre giochi e app sulla schermata principale. - Abbiamo modificato l'aspetto della Guida per l'utente per semplificarne la visualizzazione. Se preferisci il precedente aspetto, puoi modificarlo nuovamente. - Ora supportiamo più emoji. - Abbiamo modificato il layout della tastiera per il polacco. - Abbiamo aggiornato il software del controller wireless DualSense per migliorare la stabilità. |
| 21.02-04.50.00 1º dicembre 2021  | Sistema Questo aggiornamento del software di sistema migliora le prestazioni del sistema. |
| 21.02-04.03.00 20 ottobre 2021   | Sistema Questo aggiornamento del software di sistema migliora le prestazioni del sistema. |
| 21.02-04.02.00 7 ottobre 2021    | Sistema Questo aggiornamento del software di sistema migliora le prestazioni del sistema. |
| 21.02-04.00.00 15 settembre 2021 | Sistema - È ora possibile inserire un'unità SSD M.2 nel vano di espansione della console PS5 e utilizzare la memoria di archiviazione SSD M.2. Proprio come per l'archiviazione nella console di PS5, puoi installare giochi per PS5 e PS4 nella memoria di archiviazione SSD M.2 e riprodurli direttamente da lì. - È possibile utilizzare unità SSD PCIe 4.0 M.2 con una capacità minima di 250 GB e massima di 4 TB. - Per inserire o rimuovere in modo sicuro l'unità SSD M.2, assicurati che la tua PS5 sia spenta e che il cavo di alimentazione AC sia scollegato. - Per utilizzare la memoria di archiviazione SSD M.2, inserisci l'unità SSD M.2 nel vano di espansione di PS5 mentre la tua PS5 è spenta. Quando accendi PS5, formatta l'unità SSD M.2 in modo che sia pronta per l'uso. - Per trasferire un gioco per PS5 o PS4 installato nell'archiviazione della console o nella memoria di archiviazione estesa USB nell'unità di archiviazione SSD M.2, accedi alla raccolta di giochi, premi il tasto Options e seleziona [Sposta giochi e app]. Quindi, seleziona i giochi che desideri trasferire e seleziona [Sposta]. - Per installare i giochi sulla memoria di archiviazione SSD M.2 per impostazione predefinita, vai a [Impostazioni] > [Memoria di archiviazione] > [Posizione di installazione], seleziona [Giochi e app PS5] o [Giochi e app PS4], quindi seleziona [Memoria di archiviazione SSD M.2] come posizione di installazione. - Ora è possibile ascoltare l'audio 3D tramite gli altoparlanti della TV. - Per abilitare l'audio 3D per gli altoparlanti della tua TV, vai a [Impostazioni] > [Audio] > [Uscita audio] e attiva l'opzione [Abilita l'audio 3D per gli altoparlanti della TV]. - Puoi anche misurare l'acustica della stanza utilizzando il microfono del controller wireless DualSense per applicare l'impostazione audio 3D ottimale per il tuo ambiente. - Nella schermata principale dei giochi, abbiamo aggiornato quanto segue: - Se hai installato versioni dello stesso gioco per piattaforme diverse, adesso saranno visualizzate separatamente sulla schermata principale. - Le diverse versioni di un gioco adesso sono più semplici da individuare. Vengono visualizzate icone che indicano la piattaforma specifica, come PS5 o PS4. - In (Raccolta giochi), abbiamo aggiornato quanto segue: - La scheda [Installato] adesso è la prima scheda che vedi, per aiutarti a trovare più facilmente i giochi che non sono sulla tua schermata principale e accedere più rapidamente alla galleria multimediale. - Nella scheda [Installato], il riquadro di ciascun gioco adesso indica chiaramente la relativa piattaforma (ad esempio PS5 o PS4). Inoltre, proprio come nella schermata principale dei giochi, le versioni di un gioco per piattaforme diverse sono visualizzate separatamente. - Nella scheda [La tua raccolta], vedrai che i riquadri di gioco mostrano il numero di versioni disponibili quando hai diritto a più versioni di un gioco. - Ora puoi nascondere i giochi più rapidamente. - In Game Base, abbiamo aggiornato quanto segue: - Dal menu di controllo di Game Base, è possibile effettuare le seguenti operazioni: - Ora puoi accedere alle chat di testo dei party e inviare messaggi dal menu di controllo della Game Base nel centro di controllo. - Se sei il titolare di un party, ora puoi eliminarlo. Dal menu di controllo della Game Base, seleziona il party che desideri eliminare, quindi seleziona [Elimina party] dal menu ... (Altro). Se elimini un party, questo verrà eliminato per tutti i membri. - Ora puoi vedere quanti dei tuoi amici sono online, occupati o offline dalla scheda [Amici]. - Adesso puoi accettare, rifiutare o annullare più richieste di amicizia contemporaneamente. Per farlo, nella scheda [Richieste amico], seleziona [Richieste ricevute] o [Richieste inviate] dal menu (Seleziona più elementi). - In (Trofei), abbiamo aggiornato quanto segue: - Ora puoi tracciare fino a cinque trofei per gioco nel centro di controllo utilizzando il tracker trofei. - Per iniziare a tracciare un trofeo, seleziona un trofeo, quindi seleziona [Avvia tracciamento]. - Quando giochi a un titolo, puoi accedere facilmente alle informazioni sui trofei che hai aggiunto al tuo tracker trofei. - Puoi anche visualizzare il tuo tracker trofei in modalità Aggiungi a lato per visualizzare le informazioni sui trofei durante l'azione di gioco. - Quando visualizzi l'elenco dei trofei dei giochi, adesso i trofei verranno visualizzati in verticale anziché in orizzontale. Ora potrai visualizzare ulteriori informazioni per ciascun trofeo senza doverlo selezionare. - Nel centro di controllo, abbiamo aggiornato quanto segue: - Adesso hai più opzioni per personalizzare il tuo centro di controllo. Tutti i comandi nella parte inferiore della schermata possono essere riorganizzati. - La prima volta che apri il centro di controllo, vedrai una rapida introduzione ad alcune delle funzioni principali. - Quando si attiva il lettore schermo, adesso potrai utilizzare le seguenti funzioni: - Ora puoi mettere in pausa il lettore schermo premendo contemporaneamente il tasto PS e il tasto triangolo. Per riprendere, premi nuovamente il tasto PS e il tasto triangolo. - Adesso puoi chiedere al lettore schermo di ripetere tutti i contenuti che legge. Per farlo, premi contemporaneamente il tasto PS e il tasto R1. Altre funzioni aggiornate - Da un dispositivo Android o iOS/iPadOS, ora puoi utilizzare l'app PS Remote Play per accedere a PS5 tramite i dati mobili. - È disponibile un nuovo tipo di riconoscimento: Leader. Questo riconoscimento indica un giocatore che elabora piani, strategie e ispira gli altri gamer. Nei giochi per PS5, puoi offrire riconoscimenti come "Leader" ai giocatori dopo le partite online, quando vuoi incoraggiare un comportamento positivo. Tutti gli riconoscimenti di un giocatore, incluso il nuovo tipo, vengono visualizzati sul suo profilo. - In PlayStation Now, abbiamo aggiornato quanto segue: - Il test di connessione per lo streaming consente di identificare e risolvere i problemi di connessione. - Ora puoi scegliere la risoluzione di streaming massima per ottimizzare le prestazioni di gioco. - Adesso potrai vedere direttamente nell'hub di gioco se e quando verrà rimosso un gioco PlayStation Now, così potrai provare nuovi giochi o giocare ai tuoi titoli preferiti mentre sono ancora disponibili. - Quando gareggi nelle sfide per ottenere un tempo migliore o per un punteggio più alto e raggiungi un nuovo record personale, registreremo automaticamente una clip video dell'azione per te. - Puoi condividere la clip video direttamente dalla scheda della sfida nel centro di controllo oppure puoi condividerla in un secondo momento dalla tua galleria multimediale. - Per regolare questa impostazione, vai a [Impostazioni] > [Catture e trasmissioni] >[Catture automatiche] > [Sfide]. - Quando un amico sta giocando a un titolo a cui puoi unirti anche tu, sul centro di controllo vengono visualizzati dei suggerimenti. - In precedenza, serviva circa 1 giorno prima che questi suggerimenti venissero visualizzati per un amico appena aggiunto. Adesso, vengono visualizzati molto più rapidamente. - I suggerimenti vengono visualizzati anche se il tuo amico sta giocando a un titolo PlayStation Now in streaming. - Abbiamo apportato i seguenti miglioramenti al filtro contenuti: - Adesso, quando un bambino richiede di giocare a un titolo o di utilizzare le funzionalità di comunicazione di un dato gioco, il genitore o tutore riceverà una notifica su PS5 e su PlayStation App. - Il bambino riceverà inoltre una notifica quando il genitore o il tutore accetta o rifiuta una richiesta o non consente più al bambino di giocare a un titolo o di utilizzare le funzionalità di comunicazione. - Nella Galleria multimediale, abbiamo aggiunto nuovi caratteri per il testo che puoi aggiungere alle tue istantanee delle schermate. - Per le funzioni disponibili nel menu Crea, abbiamo aggiornato quanto segue: - Quando registri manualmente una clip video, l'indicatore del tempo trascorso adesso scompare automaticamente dopo 3 secondi e riappare quando necessario. - Abbiamo aggiunto ulteriori lunghezze dei video tra cui scegliere quando salvi l'azione di gioco recente. - Ora puoi scegliere se visualizzare le notifiche di conferma del salvataggio per le istantanee delle schermate. Per regolare questa impostazione, vai a [Impostazioni] > [Catture e trasmissioni] > [Collegamenti per il tasto Crea] e attiva o disattiva l'opzione [Visualizza conferma di salvataggio per le istantanee delle schermate]. - Ora puoi scegliere se ricevere notifiche sulla tua PS5 o via e-mail su nuovi prodotti e offerte speciali. Per farlo, vai a [Impostazioni] > [Utenti e account] > [Account] > [Preferenze di comunicazione]. - In (Notifiche), abbiamo aggiornato quanto segue: - Quando ricevi notifiche pop-up che contengono video, puoi avviare i video direttamente dai pop-up o dall'elenco delle notifiche. - Ora puoi disattivare l'audio delle notifiche. Vai a [Impostazioni] > [Notifiche], quindi disattiva l'opzione [Riproduci suono]. - Quando accedi a PS5 ed è collegato un accessorio con microfono, adesso viene visualizzato lo stato di disattivazione dell'audio del microfono. - Abbiamo semplificato il processo di connessione, disconnessione e configurazione della connessione Internet. - Quando regoli il profilo audio 3D per le cuffie, ora puoi spostare l'audio campione a sinistra o destra per selezionare un profilo audio 3D più ottimizzato. Vai a [Impostazioni] > [Audio] > [Uscita audio], quindi seleziona [Regola profilo audio 3D]. - Abbiamo migliorato la qualità audio di gioco di alcuni titoli quando è attivato l'audio 3D per le cuffie. - Se possiedi cuffie wireless con microfono PULSE 3D, ora puoi accedere a una funzione di EQ audio in (Audio) nel centro di controllo, con diverse preimpostazioni tra cui scegliere. - Adesso, quando blocchi qualcuno, puoi anche scegliere di abbandonare il party in cui vi trovate contemporaneamente solo te e l'utente. Non lascerai i party che includono altri giocatori. - Ora hai due controlli separati per includere l'audio del microfono e l'audio del party nelle tue trasmissioni. Sono disponibili altri due controlli per fare lo stesso con le clip video. - Abbiamo aggiornato il software del controller wireless DualSense per migliorare la stabilità. - Ora puoi aggiornare il software del tuo controller wireless DualSense dalle impostazioni. Per verificare se è disponibile un aggiornamento, vai a [Impostazioni] > [Accessori] > [Controller], quindi seleziona [Software dispositivo controller wireless]. - Quando giocavi a un titolo per PS4 sulla tua console PS5, su cui il tasto cerchio è utilizzato come pulsante di selezione, per confermare l'acquisto su schermo durante gli acquisti su PlayStation Store nel gioco era necessario utilizzare il tasto x. Ora anche il pulsante di conferma finale viene selezionato utilizzando il tasto cerchio. |
| 21.01-03.21.00 8 luglio 2021     | Sistema - Questo aggiornamento software di sistema migliora le prestazioni del sistema. |
| 21.01-03.20.00 9 giugno 2021     | Sistema - Questo aggiornamento software di sistema migliora le prestazioni del sistema. - Abbiamo aggiornato il software del controller wireless DualSense per migliorare la stabilità. - Abbiamo risolto un problema che limitava la funzionalità di alcune schermate quando il lettore schermo era abilitato. - Abbiamo risolto un problema a causa del quale i giochi che avevi nascosto su PS4 non risultavano nascosti su PS5. - Abbiamo reso più stabile il processo di copia dei giochi dalla memoria di archiviazione estesa USB all'archiviazione nella console nella raccolta di giochi. |
| 21.01-03.10.00 27 aprile 2021    | Sistema - Questo aggiornamento del software di sistema migliora le prestazioni del sistema. |
| 21.01-03.00.00 14 aprile 2021    | Sistema - Ora puoi salvare i giochi per PS5 nella memoria di archiviazione estesa USB. - Per trasferire i giochi per PS5 dalla memoria di archiviazione della console alla memoria di archiviazione estesa USB, vai alla schermata principale o alla raccolta di giochi, apri il menu Opzioni del gioco per PS5 che desideri trasferire, quindi seleziona Sposta nella memoria di archiviazione estesa USB. - Per giocare ai titoli per PS5 che si trovano nella memoria di archiviazione estesa USB, accedi alla raccolta di giochi e copia il titolo nella memoria di archiviazione della console dal menu Opzioni. Copiare i giochi è più veloce che scaricarli nuovamente. Inoltre, è più veloce che installarli nuovamente dal disco se il gioco presente sulla memoria di archiviazione estesa USB è dotato di contenuti aggiuntivi o se è stato aggiornato. - Ora puoi divertirti con Share Play insieme ad altri giocatori su PS4. Usa Share Play per invitare i tuoi amici su PS4 a guardarti mentre giochi o cedi loro il controllo del gioco. Impostazioni - Abbiamo aggiunto lo zoom alle funzioni di accessibilità. Utilizza lo zoom per ingrandire i contenuti sullo schermo. Vai su Impostazioni > Accessibilità > Display > Zoom per attivare questa funzione. - Abbiamo aggiunto Disattiva audio della chat di gioco nella sezione Audio del centro di controllo. Se attivi questa impostazione, la tua voce non si sentirà e non sentirai gli altri giocatori nelle chat di gioco. Questa impostazione non si applica all'audio della chat vocale del party. - In Profilo, abbiamo aggiornato quanto segue: - Ora puoi condividere più facilmente i tuoi momenti di gioco preferiti. Nella scheda Condivisioni, seleziona Vai alla galleria multimediale e scegli il contenuto multimediale che desideri condividere. - Abbiamo separato i video e le trasmissioni nella scheda Condivisioni per semplificare la navigazione. - Ora puoi gestire tutti i giochi che segui andando su Impostazioni > Impostazioni di giochi/app e dati salvati > Gestisci giochi seguiti. In questo modo, puoi smettere di seguire i giochi senza dover accedere ai singoli post di notizie o hub di gioco. - Per i display che supportano la funzione di collegamento dispositivi HDMI, è ora possibile attivare o disattivare singolarmente la funzione One-Touch Play e il collegamento per lo spegnimento. Vai su Impostazioni > Sistema > HDMI per modificare queste impostazioni. - Quando la funzione One-Touch Play è attiva, accendendo la console PS5 si accenderà anche il display collegato. - Quando il collegamento per lo spegnimento è attivo, spegnendo il display collegato, la console PS5 passerà in modalità di riposo. - Ora puoi impostare il paese o la regione nelle impostazioni del Filtro contenuti per gli utenti della console PS5 e gli ospiti che non sono iscritti o non hanno effettuato l'accesso a PlayStation Network. - Il paese o la regione selezionata determina il sistema di classificazione applicato ai giochi e alle app per PS5. Per modificare il paese o la regione di un utente, vai su Impostazioni > Famiglia e filtro contenuti, seleziona l'utente, quindi PS5 nella sezione Livello di età per i giochi e le app. - Puoi anche impostare in anticipo il paese o la regione per i nuovi utenti e ospiti sulla console PS5. Per effettuare tale operazione, vai su Impostazioni > Famiglia e filtro contenuti > Limitazioni console PS5 > Filtro contenuti per nuovi utenti > PS5. - Ora puoi nascondere i giochi nella Raccolta di giochi. Se nascondi un gioco, non verrà più mostrato nella scheda La tua raccolta. - Per nascondere un gioco, vai alla scheda La tua raccolta, apri il menu Opzioni del gioco, quindi seleziona Nascondi. - Per visualizzare i giochi nascosti, vai alla scheda La tua raccolta, apri il menu Ordina e filtra, quindi seleziona Elementi nascosti. - Per mostrare un gioco, attiva il filtro Elementi nascosti, apri il menu Opzioni del gioco che desideri mostrare, quindi seleziona Mostra. - I giochi che nascondi sulla console PS4 verranno nascosti anche sulla console PS5. Giochi - In Base di gioco, abbiamo aggiornato quanto segue: - Puoi accedere più facilmente ai party recenti e visualizzare i tuoi amici online. Usa i tasti R1 e L1 per spostarti rapidamente tra le schede. - Ora puoi attivare o disattivare le notifiche per ogni party a cui partecipi. - Ora puoi regolare il volume delle voci degli altri giocatori nella chat vocale del party e nella chat di gioco di alcuni titoli. Dalla scheda della chat vocale nel centro di controllo, seleziona un giocatore per regolarne il volume. Altre funzioni aggiornate - Abbiamo aggiunto le seguenti funzioni alla gestione dei dati salvati: - Quando avvii o riprendi un gioco per PS5, la console verificherà la presenza di dati salvati più recenti nella memoria di archiviazione cloud. Se sono presenti dati salvati più recenti nella memoria di archiviazione cloud, puoi decidere di sincronizzarli. - Ora è più facile gestire i dati salvati direttamente dalla schermata principale. Quando apri il menu Opzioni di un gioco, ora visualizzi Carica/scarica dati salvati e Verifica lo stato di sincronizzazione dei dati salvati. - Ora supportiamo più emoji. - In Trofei, abbiamo aggiornato quanto segue: - Ora puoi accedere alle istantanee delle schermate e ai video acquisiti nel momento in cui conquisti un trofeo. Seleziona un trofeo che hai conquistato per visualizzare i contenuti correlati. - Ora puoi scegliere per quali gradi di trofei desideri salvare le istantanee delle schermate e i video dei trofei. Per modificare queste impostazioni, vai su Impostazioni > Catture e trasmissioni > Trofei. - Ora, quando selezioni un trofeo nascosto, puoi premere il tasto quadrato per visualizzare rapidamente le informazioni nascoste. - Ora puoi accedere direttamente all'elenco dei trofei di un gioco dalla scheda dei trofei selezionando Vai ai trofei nel menu Opzioni. - Quando scegli un ordine per i tuoi trofei, essi vengono visualizzati in tale ordine per tutti i giochi. - Ora puoi visualizzare le statistiche dei trofei premendo il tasto quadrato nella schermata Trofei. - Ora, quando ordini i trofei in base alla rarità o alla data trofeo guadagnato, le schede dei trofei mostrano le relative informazioni. - Se installi questo aggiornamento, la funzione Attiva la trascrizione chat nelle impostazioni di accessibilità verrà disattivata. Se desideri utilizzare la funzione di trascrizione chat, riattivala. - Nella funzione multitasking delle schede, abbiamo aggiornato quanto segue: - Ora, quando passi sull'icona del multitasking in una scheda, visualizzi suggerimenti sulle modalità multitasking disponibili: Picture-in-Picture, Aggiungi a lato o entrambe. - Abbiamo aggiunto una guida ai tasti per mostrarti come interagire con una scheda che si trova attualmente in modalità multitasking. - Ora puoi visualizzare la percentuale della batteria del controller wireless nel centro di controllo. - Nell'hub di gioco o abbonamento, vedrai le offerte promozionali attualmente disponibili, incluse quelle per gli abbonati a PlayStation Plus, PlayStation Now ed EA Play. Per visualizzare le opzioni non mostrate nell'hub, premi il pulsante ... (opzioni aggiuntive). - Quando giochi a un titolo che hai nascosto selezionando Nascondi i tuoi giochi agli altri giocatori nelle impostazioni privacy, gli altri giocatori non visualizzeranno più le informazioni sul titolo che stai giocando accanto al tuo stato online. - Alcuni monitor per PC con risoluzione 1080p/120 Hz supportano ora la visualizzazione a 120 Hz per i giochi. Se non riesci a visualizzare il gioco a 120 Hz, vai su Impostazioni > Schermo e video > Uscita video, quindi disattiva Attiva uscita a 120 Hz. - Abbiamo aggiunto l'opzione per passare all'uscita video non HDR quando usi un gioco o un'app che non supporta l'HDR. Per modificare questa impostazione, vai su Impostazioni > Schermo e video > Uscita video > HDR. - Abbiamo aggiornato il software di sistema per migliorare la stabilità e le prestazioni. |
| 20.02-02.50.00 3 febbraio 2021   | Sistema - Questo aggiornamento del software di sistema migliora le prestazioni del sistema. - Il seguente problema è stato risolto: dopo la conversione della versione su disco di un gioco per PS4 alla versione per PS5, la versione per PS4 del gioco viene installata dal disco di gioco per PS4. - Ora puoi selezionare e modificare clip video utilizzando Share Factory Studio dalla tua galleria multimediale. |
| 20.02-02.30.00 9 dicembre 2020   | Sistema - Questo aggiornamento del software di sistema migliora le prestazioni del sistema. - È stato risolto un problema a causa del quale i trasferimenti di dati e i download venivano annullati se si cercava di scaricare contenuti in concomitanza con un trasferimento di dati da PS4. - Sono stati risolti alcuni problemi che causavano errori durante l'immissione di testo in alcuni giochi per PS4. - È stata migliorata la stabilità della connessione per alcuni router Wi-Fi. |
| 20.02-02.26.00 25 novembre 2020  | Sistema - Questo aggiornamento del software di sistema migliora le prestazioni del sistema. - È stato risolto un problema che a volte causava l'eliminazione delle versioni disco installate dei giochi. - È stato risolto un problema che impediva la ricarica del controller wireless PS5 in modalità di riposo quando era collegato alla porta USB Type-A anteriore di PS5 tramite il cavo USB fornito in dotazione con alcune console PS5. |
| 20.02-02.25.00 17 novembre 2020  | Sistema - Questo aggiornamento del software di sistema migliora le prestazioni del sistema. - È stato risolto un problema che impediva agli utenti di scaricare i giochi perché era visualizzata solo l'opzione "In coda per il download" o "Visualizza dettagli". Se si verifica questo problema, aggiorna il software di sistema alla versione più recente, quindi prova ad avviare PS5 in modalità provvisoria per ricostruire il database. |